# Charlie Flood
Charles William Flood (18 tháng 7 năm 1896 – 14 tháng 11 năm 1978) là một cầu thủ bóng đá người Anh.
Flood thi đấu cho Plymouth Argyle, Hull City, Bolton Wanderers, Nottingham Forest, York City và Swindon Town.